# Язев, Иван Наумович
Иван Наумович Язев (28 сентября 1895, Татарск, Томская губерния — 18 апреля 1955, Иркутск) — советский астроном, геодезист, педагог.

## Биография
Родился в крестьянской семье. Единственный из всех братьев и сестер получил образование. После окончания в 1922 году геодезического факультета Омской сельскохозяйственной академии преподавал геодезию в альма-матер.
С 1926 года — сотрудник Пулковской (адъюнкт-астроном по службе точного времени), затем с 1929 года — Николаевской астрономической, с 1934 года — Полтавской гравиметрической обсерватории. Участвовал в экспедиции по наблюдению полного солнечного затмения 19 июня 1936 года в Венгерово.
В качестве профессора преподавал астрономию в вузах Новосибирска: СибГУТИ (1938 г.), НИИГАиКе и Новосибирском институте военных инженеров транспорта (ныне Сибирский государственный университет путей сообщения). Один из основателей Новосибирского института инженеров геодезии, аэрофотосъемки и картографии. В НИИГАиКе в 1939—1945 годах работал заместителем директора, заведующим кафедрой астрономии. В Новосибирском институте военных инженеров транспорта в 1945—1948 годах заведовал кафедрой геодезии.
Им был изобретён и изготовлен так называемый полюсограф — аналоговый механический прибор, воспроизводящий кривую перемещения полюса по поверхности Земли.
В 1937 года утверждён в учёной степени кандидата наук и в учёном звании и. о. профессора. В 1946 году защитил докторскую диссертацию на тему «Движение земного полюса и причины этого явления».
В 1947—1948 гг. подвергся гонениям. Язеву поставили в вину, что в 1917—1919 годах он состоял в партии эсеров и работал в местных органах власти при белом правительстве. Трактуя это как «антисоветское прошлое», его исключили из рядов ВКП(б), а ВАК не утвердил защиту докторской диссертации. Ивану Язеву было предложено покинуть Новосибирск.
В том же году от стал руководителем астрономической обсерватории в Иркутском университете, а также преподавал в университете. Внёс большой вклад в расширение обсерватории и освоение новых методов астрономических наблюдений. Директором обсерватории он оставался до своей смерти в 1955 году.
Иван Язев — автор многих основополагающих работ по астрономии. Он сделал вклад в разработку метода определения разности долгот между Пулково и Николаевом, предложил проект пассажного инструмента с двумя микрометрами, разработал концепцию, касающуюся причин изменений положения полюсов Земли. Автор идеи о том, что движение земного полюса связано с движениями больших планет Солнечной системы.
И. Н. Язев умер на 60-м году жизни в Иркутске, где и похоронен на Лисихинском кладбище.

## Семья
Иван Наумович стал родоначальником династии астрономов, давшей трех директоров Астрономической обсерватории Иркутского государственного университета. Своих детей, сына и дочь, он назвал именами звезд: Арктур (самая яркая звезда в созвездии Волопаса) и Гемма (ярчайшая звезда созвездия Северная Корона). Арктур Язев (1930—2010) начал работать в Иркутской обсерватории ещё студентом, затем был сотрудником Восточно-Сибирского филиала Всесоюзного научно-исследовательского института физико-технических и радиотехнических измерений (ВСФ ВНИИФТРИ). Кандидат физико-математических наук (1967). Автор ряда изобретений. Более 50 лет вел астрономические наблюдения на пассажных инструментах обсерватории ИГУ и ВНИИФТРИ. Несколько лет возглавлял объединённую Службу времени обсерватории ИГУ и ВСФ ВНИИФТРИ.
Супруга Арктура Язева (в 1957—1971 гг.) — Кира Сергеевна Мансурова (1931—1990), выпускница МГУ с красным дипломом, кандидат физико-математических наук, работала в обсерватории ИГУ с 1957 по 1989 г., при этом занимала должность директора с 1972 по 1988 г. Именем «Мансурова» назван астероид № 6845.
Сергей Язев, сын Арктура Ивановича и Киры Сергеевны, внук Ивана Наумовича Язева, с 1997 г. руководит Астрономической обсерваторией Иркутского государственного университета.